# Kunst und Spiel
Kunst und Spiel ist ein 1956 von Michael Peter gegründetes Münchener Fachgeschäft für Spielwaren, Bücher, Bastelbedarf und Kinderbekleidung. Das Geschäft gilt in der Branche als Pionier im Bereich des Angebots von Reformspielzeug für Endkunden.

## Geschichte

### Gründung
Michael Peter, der Begründer von Kunst und Spiel, hatte den Impuls, pädagogisch wertvolles Spielzeug und andere ästhetisch gestaltete Dinge aus natürlichen Materialien, die auf der ganzen Welt verstreut hergestellt wurden, an einem Ort zu versammeln und anzubieten. So entstand zunächst ein Ausstellungsraum im 3. Stock seiner Altbauwohnung in der Georgenstraße im Münchner Ortsteil Schwabing. Durch den großen Zuspruch, der vor allem von Menschen, die der Waldorfschule, der Anthroposophischen Gesellschaft und der Christengemeinschaft zugehörig waren, konnte 2 Jahre später im September 1956  ein kleiner Laden im Erdgeschoss an der heutigen Adresse in der Leopoldstraße 48 in München  eröffnet werden.
Das Angebot an pädagogisch wertvollem Holzspielzeug war damals sehr gering. Zwar gab es aus den Impulsen der Waldorfpädagogik bereits in den 1920er und 1930er Jahren eine durchaus umfangreiche Spielzeug-Produktion, die jedoch durch die Weltkriegsereignisse und den Siegeszug von Plastik- und Plüschspielzeugen Ende der 1940er Jahre verdrängt wurde. So erfolgte die Gründung von Kunst und Spiel vollkommen gegen den allgemeinen Trend.

### Einfluss auf Ostheimer
Besondere Bedeutung bekam das Unternehmen, als der traditionsreiche Holzspielwarenhersteller Ostheimer auf Initiative Michael Peters 1959 seine Produktion wieder aufnahm. Dies hatte weitreichenden Einfluss auf die kulturelle und marktwirtschaftliche Stellung von Reformspielzeug. Beide Unternehmen arbeiten nach wie vor eng miteinander zusammen.

### Erweiterung und Versandhandel
1970 kam eine Buchabteilung mit einem umfangreichen Bereich an anthroposophischer Literatur und Kinderbüchern hinzu. 1976 bis 1998 bestand eine Versandabteilung, welche laut Unternehmen, „all diese Jahre hinweg ein weit genutztes Referenzwerk für hochwertige Spielwaren“ war und so manchen Versandkatalog Vorbild gewesen sei. 1998 übernahm Heinz Hess die Versandabteilung, welche unter dem Namen „Livipur Kinder. Spiel. Versand GmbH“ firmierte.
1985 wurde eine Textilabteilung für Kinder und Erwachsene eröffnet. 1995 war Thomas Heck neuer geschäftsführender Gesellschafter, gefolgt von Jens Uwe Bartsch 2009. Daraufhin gab es umfangreiche Umbaumaßnahmen. Seit 2020 führt Florian Bartsch als Geschäftsführer das Familienunternehmen fort.
Zum Sortiment zählen heute hochwertige Holzspielwaren, Kinderbekleidung, Bastelbedarf, Wolle, Bücher und Geschenkartikel.